# شارلوته شاندلير
شارلوته شاندلير (بالإنجليزية: Charlotte Chandler)‏ هي كاتِبة أمريكية، ولدت في القرن العشرين.